# Kalcitonin
Kalcitonin je polipeptidni hormon, linerani koji se sastoji od niza 32 aminokiseline. Kod ljudi najviše nastaje u štitnoj žlijezdi, njenim parafolikularnim stanicama (C-stanice) (manja količina u neuroendokrinim stanicama probavnog sustava i pluća. Kalcitonin kod ljudi sudjeluje u održavanju homeostaze kalcij i fosfata (te u manjoj mjeri magnezija) zajedno s paratiroidnim hormonom (PTH). Kalcitonin su 1962. otkrili Copp i Cheney.
Kalcitonin nastaje cijepanjem prepropeptida (prokalcitonina) koji je nastaje transkripcijom gena CALC1. Izlučivanje kalcitonina stimulira porast koncentracije iona kacija u krvnom serumu, te gastrin i pentagastrin.
Mnogi učinci kalcitonina suprotni su učincima paratireoidnog hromona (PTH). Kalcitonin djeluje tako da:
- smanjuje apsorpciju kalcijevih iona iz probavnog sustava
- inhibira aktivnost osteoklasta u kostima
- inhibira reapsorpciju kalcijevih iona u bubregu
- utječe na vitamin D

Kalcitonin se koristi kao tumorski marker u dijagostici, te i u liječenju nekih bolesti (npr. hiperkalcijemija, Pagetova bolesti, metastatske promjene kosti)
|  | Molimo pročitajte upozorenje o korištenju medicinskih informacija. Ne provodite liječenje bez savjetovanja s liječnikom! |